# 普什卡里 (科澤列齊區)
50°55′51″N 31°2′52″E / 50.93083°N 31.04778°E
普什卡里（烏克蘭語：Пушкарі），是烏克蘭北部的村莊，隸屬切爾尼希夫州的切爾尼希夫區。該村面積0.3平方公里，海拔高度112米，2014年人口97，人口密度每平方公里328.8人。